# Halo: Reach
Halo: Reach – strzelanka pierwszoosobowa wydana 14 września 2010 roku. Akcja gry rozgrywa się przed wydarzeniami z Halo: Combat Evolved. Gracz wciela się w rolę członka elitarnej jednostki Noble Team i broni planety Reach przed inwazją obcych. W trybie wieloosobowym gracze mają możliwość walki przeciwko sobie nawzajem. Produkcja została zapowiedziana 1 czerwca 2009 roku na konferencji Microsoftu podczas targów E3. Testy wersji beta trybu wieloosobowego odbyły się w maju 2010 roku.
Średnia ocen na agregatorze Metacritic wynosi 91 punktów na 100 z 99 recenzji. Po pierwszym dniu na rynku gra zarobiła 200 milionów dolarów.